# Asaracus semifimbriatus
Asaracus semifimbriatus är en spindelart som först beskrevs av Simon 1902.  Asaracus semifimbriatus ingår i släktet Asaracus och familjen hoppspindlar. Inga underarter finns listade i Catalogue of Life.